# Pelican Bay (Teksas)
Pelican Bay je grad u američkoj saveznoj državi Teksas. Prema popisu stanovništva iz 2010. u njemu je živjelo 1.547 stanovnika.